# Nobulumko Nkondlo
Nobulumko Degracia Nkondlo é uma política do Congresso Nacional (ANC) da África do Sul que actua como membro do Parlamento Provincial do Cabo Ocidental desde novembro de 2016. Ela sucedeu ao ex-líder provincial do ANC, Marius Fransman.

## Juventude e vida privada
Nascida em Gugulethu, na Cidade do Cabo, ela matriculou-se na Gugulethu Comprehensive High School. A sua mãe trabalhava como empregada doméstica. Nkondlo possui qualificações em gestão pública e de projectos. Ela também tem uma filha.

## Política
Nkondlo é membro do Congresso Nacional Africano. Ela foi eleita presidente provincial da liga da juventude do partido em 2004 e ocupou o cargo até 2006. Entre 2006 e 2009, ela actuou como presidente da Comissão Nacional da Juventude. Nkondlo foi a primeira mulher a presidir à comissão.
Antes de tomar posse como membro do Parlamento Provincial (MPP) de Western Cape, ela trabalhou como directora de transformação e juventude no Departamento Nacional de Empresas Públicas. Em 9 de novembro de 2016, ela tomou posse como MPP. Ela sucedeu a Marius Fransman, que renunciou após ser acusado de assédio sexual pela sua assistente pessoal. Nkondlo foi reeleita para um segundo mandato como parlamentar provincial em maio de 2019.